# Adolf von Brauchitsch

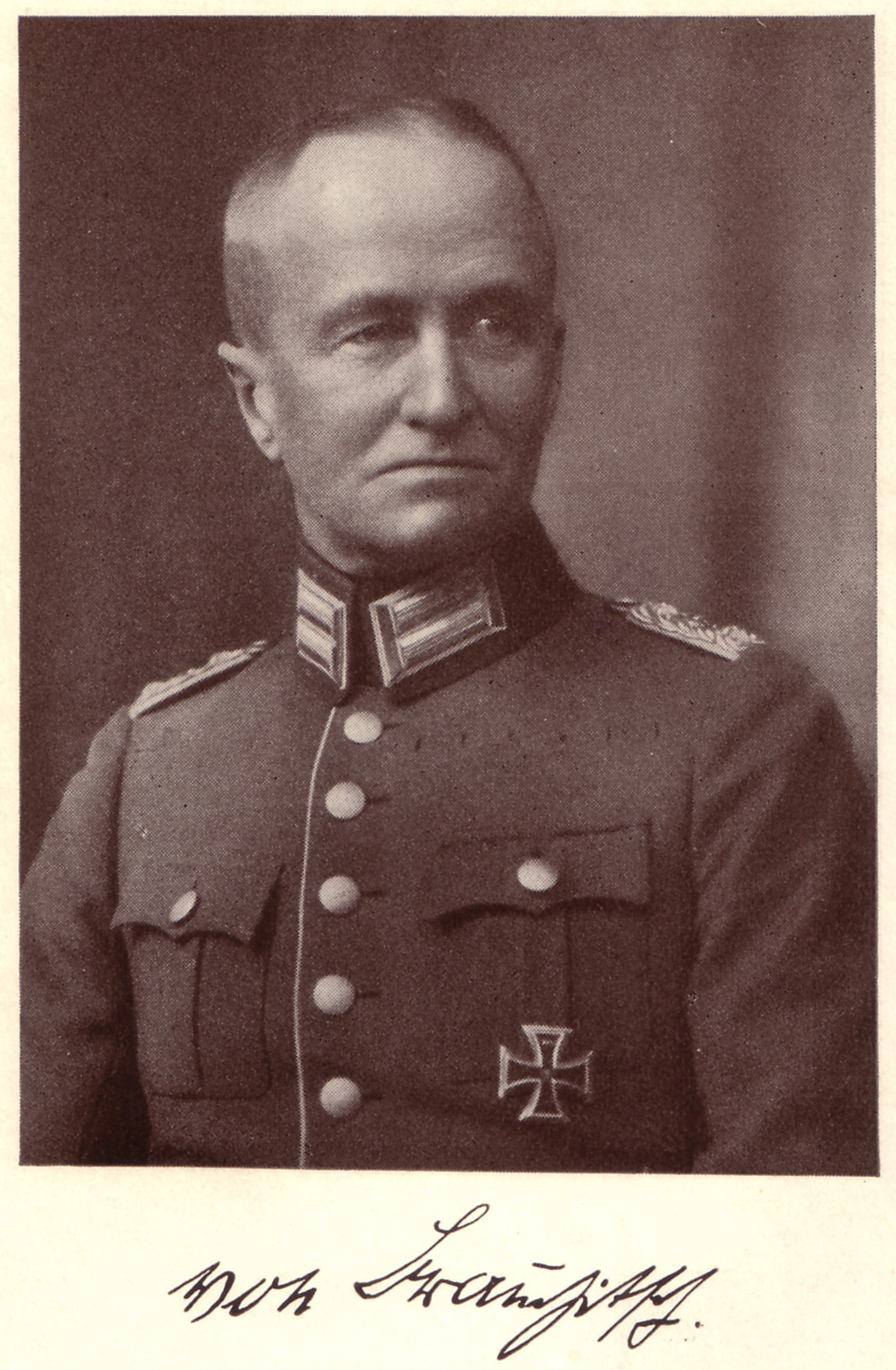
Adolf von Brauchitsch

Adolf Wilhelm Bernhard von Brauchitsch (* 7. November 1876 in Berlin; † 21. Januar 1935 in Chemnitz) war ein deutscher Generalmajor der Reichswehr.

## Leben

### Familie
Adolf entstammte dem schlesischen Adelsgeschlecht derer von Brauchitsch. Er war das fünfte von sieben Kindern des späteren Generals der Kavallerie und Direktors der Kriegsakademie Bernhard von Brauchitsch (1833–1910) und dessen Ehefrau Charlotte, geborene von Gordon (1844–1906). Sein jüngerer Bruder war der spätere Generalfeldmarschall Walther von Brauchitsch.

### Militärlaufbahn
Brauchitsch trat am 22. März 1895, aus dem Kadettenkorps kommend, als Sekondeleutnant in das 2. Garde-Regiment zu Fuß der Preußischen Armee in Berlin ein. 1899 folgte seine Versetzung zum 8. Thüringischen Infanterie-Regiment Nr. 153 nach Altenburg, wo er zunächst in der 2. Kompanie eingesetzt wurde. Dort wurde Brauchitsch am 27. Januar 1905 zum Oberleutnant befördert und ab September 1906 als Regimentsadjutant verwendet. Von September 1908 bis November 1910 fungierte der am 22. März 1910 zum Hauptmann beförderte Brauchitsch als Flügeladjutant des Herzogs von Sachsen-Altenburg Ernst II. Mitte November 1910 wurde er zur 17. Infanterie-Brigade versetzt, wo er bis Januar 1913 als Adjutant tätig war. Ende Januar 1913 wurde er Chef der 7. Kompanie im Füsilier-Regiment „Königin Viktoria von Schweden“ (Pommersches) Nr. 34. 
Mit Ausbruch des Ersten Weltkrieges wurde Brauchitsch als Kompaniechef dem Reserve-Infanterie-Regiment Nr. 20 zugeteilt. Später war er als Bataillonsführer im Reserve-Infanterie-Regiment Nr. 211. Dort wurde er am 18. August 1916 zum Major befördert. Nach dem Krieg erfolgte im Januar 1919 seine Rückversetzung in das Füsilier-Regiment „Königin Viktoria von Schweden“ (Pommersches) Nr. 34. Nach dessen Demobilisierung wechselte er in der Vorläufigen Reichswehr in das Reichswehr-Infanterie-Regiment 13. Am 1. Oktober 1920 wurde Brauchitsch zum Kommandeur des I. Bataillons des Infanterie-Regiments 5 ernannt. In dieser Funktion erfolgte am 1. Mai 1921 seine Beförderung zum Oberstleutnant. Im Juni 1923 wechselte Brauchitsch in das Reichswehrministerium über. Dort stieg er im November 1923 innerhalb der Heeresleitung unter Hans von Seeckt im Stab zum Abteilungschef auf und wurde am 1. Februar 1926 zum Oberst befördert. Als dieser diente er ab 1. Mai 1926 zunächst im Stab des 12. Infanterie-Regiments in Halberstadt. Am 1. April 1928 wurde er dessen Kommandeur. Dieses befehligte Brauchitsch bis zu seiner Verabschiedung in den Ruhestand Ende Januar 1929. Mit seinem Ausscheiden zum 31. Januar 1929 erhielt er den Charakter eines Generalmajors verliehen.
Brauchitsch starb mit 58 Jahren in Chemnitz.

## Auszeichnungen
- Kronenorden IV. Klasse[2]
- Ritterkreuz II. Klasse des Ordens vom Zähringer Löwen[2]
- Ritterkreuz II. Klasse des Ordens Heinrichs des Löwen[2]
- Reußisches Ehrenkreuz III. Klasse mit Krone[2]
- Ritterkreuz II. Klasse des Albrechtsordens[2]
- Ritterkreuz II. Klasse des Hausordens vom Weißen Falken[2]
- Ritterkreuz I. Klasse des Herzoglich Sachsen-Ernestinischen Hausordens[2]
- Herzog-Ernst-Medaille[2]
- Ehrenkreuz III. Klasse des Lippischen Hausordens[2]
- Ritterkreuz I. Klasse des Friedrichsordens[2]
- Russischer Orden der Heiligen Anna III. Klasse[2]
- Preußisches Dienstauszeichnungskreuz[3]
- Eisernes Kreuz (1914) II. und I. Klasse[3]
- Ritterkreuz des Königlichen Hausordens von Hohenzollern mit Schwertern[3]
- Hanseatenkreuz Hamburg[3]
- Österreichisches Militärverdienstkreuz III. Klasse mit der Kriegsdekoration[3]